# Solnetschnoje (Kaliningrad, Bagrationowsk)
Solnetschnoje (russisch Солнечное, deutsch Thomsdorf, Kreis Preußisch Eylau) ist ein Ort in der russischen Oblast Kaliningrad (Gebiet Königsberg (Preußen)) und gehört zur Gwardeiskoje selskoje posselenije (Landgemeinde Gwardeiskoje (Mühlhausen)) im Rajon Bagrationowsk (Kreis Preußisch Eylau).

## Geographische Lage
Solnetschnoje liegt im Nordosten des Rajon Bagrationowsk und ist von Kaliningrad (Königsberg) 23 Kilometer, von Bagrationowsk (Preußisch Eylau) 24 Kilometer entfernt. Ein Landweg, der  westlich der russischen 27A-083 (ex A 196, ehemalige deutsche Reichsstraße 131) verläuft, zweigt in Marijskoje (Weißenstein) ab und führt über Solnetschnoje nach Tschechowo (Uderwangen). Uderwangen war bis 1945 die nächste Bahnstation an der Bahnstrecke von Königsberg (heute russisch: Kaliningrad) nach Angerburg (heute polnisch: Węgorzewo), die außer Betrieb gesetzt worden ist.

## Geschichte

### Thomsdorf
Der seinerzeit Thomsdorf genannte Ort wurde im Jahre 1874 in den Amtsbezirk Jesau (russisch: Juschny) eingegliedert, der 1930 in „Amtsbezirk Wittenberg“ (Niwenskoje) umbenannt wurde. Er lag im Landkreis Preußisch Eylau im Regierungsbezirk Königsberg der preußischen Provinz Ostpreußen. Im Jahre 1910 zählte Thomasdorf 254 Einwohner.
Am 1. April 1937 wurde die Gemeinde Thomsdorf aus dem Amtsbezirk Wittenberg in den Amtsbezirk Uderwangen (Tschechowo) umgegliedert. Wurden im Jahre 1933 282 Einwohner gezählt, so blieb die Zahl mit 284 im Jahre 1939 nahezu konstant.
Im Jahre 1945 kam Thomsdorf mit dem nördlichen Ostpreußen zur Sowjetunion und erhielt 1947 den Namen „Solnetschnoje“. Bis zum Jahre 2009 war der Ort in den Tschechowski sowjet (Dorfsowjet Tschechowo (Uderwangen)) eingegliedert und ist seither – aufgrund einer Struktur- und Verwaltungsreform eine als „Siedlung“ (russisch: possjolok) eingestufte Ortschaft innerhalb der Gwardeiskoje selskoje posselenije (Landgemeinde Gwardeiskoje (Mühlhausen)) im Rajon Bagrationowsk.

### Wald Thomsdorf
Etwa zwei Kilometer nördlich des Ortes Thomsdorf gab es den Abbau Wald Thomsdorf, der als Wohnplatz zum Ort gehörte. Im Jahre 1905 zählte der Wohnplatz zwölf Einwohner.
Wald Thomsdorf ist heute nicht mehr vorhanden und gilt als untergegangener Ort im Rajon Bagrationowsk. Zu seiner kaum erkennbaren Ortsstelle führen Landwege von Thomsdorf aus. 

## Kirche
Mit seiner vor 1945 überwiegend evangelischen Bevölkerung war Thomsdorf zu Teilen in das Kirchspiel Uderwangen (russisch: Tschechowo) bzw. – wie Wald Thomsdorf – in die Kirche Jesau (Juschny) eingepfarrt. Sie gehörten  zum Kirchenkreis Preußisch Eylau innerhalb der Kirchenprovinz Ostpreußen der Kirche der Altpreußischen Union.
Heute liegt Solnetschnoje im Einzugsbereich der evangelisch-lutherischen Gemeinde in Gwardeiskoje (Mühlhausen), die eine Filialgemeinde der Auferstehungskirche in Kaliningrad (Königsberg) ist und zur Propstei Kaliningrad der Evangelisch-lutherischen Kirche Europäisches Russland (ELKER) gehört.